# Holger V. O. Dieterich
Holger Veit Otto Dieterich (* 1948 in Schopfheim) ist ein deutscher Gynäkologe und Senologe. Seine Forschungsschwerpunkte sind molekularbiologische Prognosefaktoren zur Individualisierung von systemischen Therapien bei Brustkrebs und seine operations-taktische Pionierarbeit bei der Weiterentwicklung onkoplastischer Operationen in der Primärtherapie des Mammakarzinoms. Er war Chefarzt und ärztlicher Direktor der privaten Frauenklinik und des Brustzentrums in Rheinfelden (Baden) und ist Gründungs- und Ehrenmitglied der Arbeitsgemeinschaft für wiederherstellende Operationsverfahren in der Gynäkologie (AWOgyn).

## Leben und Wirken
Holger Dieterich erwarb 1966 sein Abitur am Gymnasium in Rheinfelden/Baden. Nach dem Studium der Medizin an den Universitäten Bonn, Kiel und Freiburg legte er 1972 das Staatsexamen an der Universität Freiburg i.Br. ab. Die allgemeinchirurgische und gynäkologisch-senologische Ausbildung erfolgte von 1973 bis 1983 in Liestal/CH, Bonn, Düsseldorf und zuletzt an der Universitätsfrauenklinik Basel/CH als Oberarzt bei Käser. 1973 erhielt er die Promotionsurkunde der Albert-Ludwigs-Universität Freiburg i.Br. zum Thema: „Aktuelle Fragen zur physiologischen und pathologischen Aminosäureausscheidung im Harn (unter besonderer Berücksichtigung kindlicher Lebererkrankungen)“
Er ist Pionier sogenannter Onkoplastischer Operationen in der Gynäkologie und leitete die private Frauenklinik Rheinfelden/Baden als Chefarzt und ärztlicher Direktor bis 2012. Er war Mitbegründer zahlreicher wissenschaftlicher Gesellschaften und von 2004 bis 2008 Vorsitzender der Arbeitsgemeinschaft für plastische, ästhetische und wiederherstellende Operationen in der Gynäkologie (AWO-Gyn), dessen Mitbegründer und Ehrenmitglied er ist.

## Engagements (Auswahl)
- Mitglied der Deutschen Gesellschaft für Gynäkologie und Geburtshilfe
- Mitglied der Deutschen Gesellschaft für Senologie
- Mitbegründer der Stiftung Tumor Bank Basel (STB)
- Initiator und Ehrenmitglied der Arbeitsgemeinschaft für plastische, ästhetische und wiederherstellende Operationen in der Gynäkologie (AWO-Gyn)
- Lehrbeauftragter für gynäkologische Senologie an der Universitätsfrauenklinik Tübingen
- Gründungsmitglied und Vizepräsident des Forum operative Gynäkologie (FOG)
- Member of Faculty European Academy of Senology, 2008
- Master of Senology 2016

## Publikationen (Auswahl)
- D. Dumont dos Santos, H. Dieterich: Praoperative Planung bei der Augmentationsplastik. In: Gynäkologische Praxis. Band 68, Nr. 1, 2008, S. 53.
- H. Dieterich: Seltene Erkrankungen bei Neugeborenen schneller erkennen. AOK Lörrach, 2005.
- H. Dieterich: Schonende Schnitte sollen Brüste retten. In: Stuttgarter Nachrichten. Medizin aktuell. 6, 2005.
- U. Güth, E. Wight. A. Schötzau, G. Singer, I. Langer, H. Dieterich, C. Rochlitz, L. Herberich, W. Holzgreve, G. Singer, M. J. Mihatsch: Correlation and Significance of Histopathological and Clinical features in breast cancer with skin involvement (T4b). In: Humanpathology. Band 37, 2006, S. 264–271.
- U. Güth, E. Wight. A. Schötzau, G. Singer, I. Langer, H. Dieterich, C. Rochlitz, L. Herberich, W. Holzgreve, G. Singer: Scorpe and significance of nonuniform classification practices in breast cancer with noninflammatory skin involvement: a clinicpathologic study and an international survey. In: Annual Oncol. Band 16, 2005, S. 1618–1623.
- D. Dumont dos Santos, H. Dieterich: Augmentationsplastik der Brust. In: Klaus Fritz, Susanne Kammerer (Hrsg.): Ästhetische Medizin. Urban & Vogel, München 2005, S. 192.
- S. R. Strittmatter, M. Blecken, H. Dieterich: Rezidivverhalten und Lebensqualität bei Patientinnen nach Mastektomie und Mastektomie mit Primärrekonstruktion. In: Senologie. Zeitschrift für Mammadiagnostik und -therapie. Band 2, Nr. 3, 2005, S. 135–143.
- H. Dieterich: Latissimus-dorsi-Hautmuskelinsellappen. In: Siegfried Granitzka u. a. (Hrsg.): Plastische Operationen an der weiblichen Brust. Hans Marseille Verlag, München 2007.
- V. Vuaroqueaux, P. Urban, M. Labuhn, M. Delorenzi, P. Wirapati, C. C. Benz, R. Flury, H. Dieterich, F. Spyratos, U. Eppenberger, S. Eppenberger-Castoty: Low E2F1 transcript levels are a strong determinant of favorable breast cancer outcome. In: Breast cancer Res. 2007.